# Palaiargia micropsitta
Palaiargia micropsitta är en trollsländeart som beskrevs av Maurits Anne Lieftinck 1957. Palaiargia micropsitta ingår i släktet Palaiargia och familjen dammflicksländor. Inga underarter finns listade i Catalogue of Life.